# 西洞院時良
西洞院時良（にしのとういん ときよし、慶長元年（1609年）11月21日 - 承応2年（1653年）2月7日）は、江戸時代前期の公卿。

## 官歴
- 元和4年（1618年）：従五位上、侍従
- 元和9年（1623年）：正五位下
- 寛永4年（1627年）：従四位下
- 寛永5年（1628年）：右兵衛権佐
- 寛永8年（1631年）：従四位上
- 寛永9年（1632年）：少納言
- 寛永12年（1635年）：正四位下
- 寛永18年（1641年）：従三位

## 系譜
- 父：西洞院時直
- 子：西洞院時成
- 子：交野時久